# Федеральная информационная адресная система
Федеральная информационная адресная система (ФИАС) — федеральная государственная информационная система, обеспечивающая формирование, ведение и использование государственного адресного реестра.
ФИАС создан в 2011 году по распоряжению Правительства Российской Федерации — России. В ФИАС хранятся данные об адресных объектах, расположенных на территории России: субъектах федерации, районах, населенных пунктах, улицах, домах и другом. База данных общедоступна для скачивания на сайте ФНС России в формате DBF и XML. Российские органы государственной власти обязаны использовать адреса из ФИАС при оказании государственных и муниципальных услуг.

## Назначение
Цель создания ФИАС — «обеспечение в России унификации структуры адресной информации <…> и единообразного наименования входящих в неё элементов, а также обеспечение предоставления государственных и муниципальных услуг».
Органы государственной власти России обязаны пользоваться ФИАС при оказании услуг и формировании юридически значимых документов.
В ФИАС содержатся официальные наименования элементов планировочной структуры, элементов улично-дорожной сети.
В реестре также хранится дополнительная информация об адресных объектах:
- почтовый индекс;
- код ОКТМО;
- кадастровый номер.

## История
До ФИАС в России использовали КЛАДР — классификатор адресов Российской Федерации, совместную разработку ФНС и Почты России, появившуюся в 1998 году.
Находясь в сфере ответственности сразу двух учреждений, КЛАДР обладал целым рядом недостатков и не являлся обязательным для использования другими государственными структурами, которые были вынуждены вести собственные версии адресных справочников. Постепенное развитие государственных и частных информационных систем, использовавшихся в России, привело к тому, что КЛАДР постепенно занял среди них доминирующее положение. Однако, этот продукт обладал целым рядом технических недостатков, а организационные проблемы общего ведения ФНС и Почты России не позволили им дальнейшее совместное развитие проекта.
ФИАС стал попыткой государства создать более совершенный адресный справочник, осуществлённый силами ФНС.
10 июня 2011 года Правительство России издало распоряжение № 1011-р о создании ФИАС. Оператором ФИАС стала ФНС России.
1 ноября 2011 года ФИАС начал функционировать на территории России. С этого дня реестр доступен всем органам госвласти, муниципалитетам, юридическим и физическим лицам. При этом КЛАДР по-прежнему регулярно обновляется и оба реестра существуют параллельно.
1 июля 2014 года начал действовать Федеральный закон № 443-ФЗ, от 28 декабря 2013 года. Он обязал государственные и муниципальные организации, а также Почту России использовать ФИАС как единую базу адресов; негосударственные организации могли продолжать использование КЛАДР. С этого же дня вступило в силу Постановление Правительства России от 29.04.2014 № 384 определившее Минфин России — федеральным органом исполнительной власти, осуществляющим нормативно-правовое регулирование в области отношений, возникающих в связи с ведением государственного адресного реестра, эксплуатацией ФИАС, а также с использованием содержащихся в государственном адресном реестре сведений об адресах, а ФНС — оператором федеральной информационной адресной системы.
Практическое внедрение системы сопровождается по всей стране постепенным внесением местных адресов, не представленных в ФИАС, в эту базу данных. Обеспечение этой работы относится к сфере ответственности муниципалитетов, а мониторинг за соответствием употребления названий адресных объектов в нормативных актах базе ФИАС заняты территориальные подразделения Росреестра. Практическое внедрение, так же, активно идёт в сфере предоставления коммунальных услуг — приведение адресов абонентов к стандарту ФИАС в процессе интеграции с ГИС ЖКХ стало одним из существенных направлений работы МРСК Северного Кавказа по повышению собираемости оплаты за электроэнергию.
Летом 2017 года в ФНС объявили о решении прекратить поддержку КЛАДР с 31 декабря 2017 года.
С 2018 года по плану ФНС в употреблении госорганов должен был остаться только один актуальный государственный реестр адресных объектов — ФИАС. Однако, этого не произошло даже в практике самой налоговой службы. Процесс всеобщего внедрения ФИАС растянулся и не закончен до сих пор.

## Сравнение с КЛАДР
В профессиональной среде отмечают следующие преимущества ФИАС перед КЛАДР:
- постоянные идентификаторы адресных объектов. В КЛАДР коды адресных объектов могут меняться от версии к версии. Из-за этого нельзя использовать код КЛАДР как ключ и создать постоянную ссылку на адресный объект. В случае же с ФИАС это возможно, так как код адресного объекта постоянный;
- четкая структура для записи номера дома. В КЛАДР номер дома с расширением (корпусом, строением или литерой) хранится одной строкой. Из-за этого встречаются номера домов вида «4влд2» или «2/7влд1в», в которых сложно выделить составляющие. В ФИАС номер дома и расширение хранятся в разных полях;
- период действия записи. В ФИАС явно указано, какие записи актуальны, а какие устарели.
- в отличие от КЛАДР в ФИАС входят расширенные данные из 12 пунктов. В предшественнике этой информации было гораздо меньше.

В то же время, по сравнению с КЛАДР, ФИАС обладает таким существенным недостатком, как повышенный объём, занимаемый на диске. По сравнению с полным вариантом КЛАДР, занимающим на диске около 50 МБ, полный вариант ФИАС занимает 36 Гб. Это затрудняет внедрение нового стандарта.
Такая разница связана с тем, что если для КЛАДР в качестве базового формата был принят dbf, то ФИАС использует как dbf, так и существенно менее компактный xml, а также с большим объёмом информации, представленной в ФИАС.

## Структура адреса по ФИАС
Правилами установлена единая структура адреса на основе территориальных принципов организации местного самоуправления, которая включает в себя следующую иерархическую последовательность адресообразующих элементов:
1. Наименование государства (Российская Федерация).
2. Наименование субъекта Российской Федерации.
3. Наименование муниципального района, муниципального округа, городского округа или внутригородской территории (для городов федерального значения) в составе субъекта Российской Федерации.
4. Наименование городского или сельского поселения в составе муниципального района (для муниципального района) или внутригородского района городского округа.
5. Наименование населенного пункта.
6. Наименование элемента планировочной структуры.
7. Наименование элемента улично-дорожной сети.
8. Номер земельного участка.
9. Тип и номер здания, сооружения или объекта незавершенного строительства.
10. Тип и номер помещения, расположенного в здании или сооружении.

Согласно ФИАС, классификационный код любого адреса в России можно разложить по следующим уровням.
| Уровень | Описание                                                |
| ------- | ------------------------------------------------------- |
| 1       | Регион                                                  |
| 2       | Автономный округ                                        |
| 3       | Район                                                   |
| 4       | Город                                                   |
| 5       | Внутригородская территория                              |
| 6       | Населенный пункт                                        |
| 7       | Улица                                                   |
| 8       | Здание, сооружение, объект незавершенного строительства |
| 9       | Помещение в пределах здания, сооружения                 |
| 35      | Городское и сельское поселение                          |
| 65      | Планировочная структура                                 |
| 75      | Земельный участок                                       |
| 90      | Дополнительная территория                               |
| 91      | Объект, подчиненный дополнительной территории           |

## Проблемы
Поскольку ФИАС наполняли данными из КЛАДР, проблемы старого реестра перешли в новый:
- неправильные или отсутствующие индексы;
- некоторых домов не хватает, зато есть несуществующие дома;
- встречаются дома, у которых литера является частью номера, хотя для литер в таблице есть отдельное поле;
- некоторые номера домов заведомо недопустимы, как «0п»;
- домам с двойной нумерацией соответствует несколько записей. Например, для адреса Казань, Кремлёвская 23/17 есть записи «Кремлёвская 23», «Кремлёвская 23/17» и «Кремлёвская 17/23»;
- нелепые ошибки: согласно ФИАС, наименование Чувашии — «Чувашская Республика -», а тип региона — «Чувашия».

## Критика
- Правила адресации запрещают использовать латиницу в топонимах, тогда как у ряда угро-финских народов России (включая карелов) письменность на латинице.
- Статусные части названий исключают «линии» (характерны для Санкт-Петербурга) и «дороги».